# Traitement dans la fonction publique française
La rémunération d'un fonctionnaire est un type de salaire versé par l'État ou une collectivité territoriale à un agent de la fonction publique française en contrepartie des services fournis par cet agent pour la collectivité. Selon la terminologie officielle consacrée, on parle de traitement (plutôt que de salaire). La rémunération du fonctionnaire est fixée en fonction du grade de l’agent et de l’échelon auquel il appartient. La grille de la fonction publique a été créée par la loi du 19 octobre 1946 et est actuellement régie par l'article 20 de la loi du 13 juillet 1983 modifiée, portant droits et obligations des fonctionnaires. Cet article dispose que « les fonctionnaires ont droit après service fait à une rémunération ».
La structure de la rémunération des personnels civils et militaires de l'État, des personnels des collectivités territoriales et des personnels des établissements publics d'hospitalisation est en grande partie organisée par le décret n° 85-1148 du 24 octobre 1985 modifié.
Le principe de base est le même pour tous les fonctionnaires de toutes les administrations : l'agent perçoit un traitement de base, variant selon son indice, ainsi que divers suppléments, en fonction de sa situation familiale, ou de son lieu d'exercice.
Selon leurs corps, cadres d'emploi, leurs grades ou même selon leur rémunération, les agents publics peuvent percevoir des primes qui ne sont soumises que partiellement aux cotisations retraite et donc en partie dans le calcul de leur pension de retraite.
À l'instar des salaires du secteur privé, les rémunérations des fonctionnaires sont soumises à diverses retenues et déductions. Le traitement net est versé par les services du Trésor public de chaque département. Le total des rémunérations (traitements et pensions) des agents de la fonction publique (2,2 millions) en 2009 est estimé a 120 milliards d'euros par an, dont 30 milliards pour les pensions (retraites).
Une évaluation du coût financier de l’État pour toute la durée de la vie d'un fonctionnaire (à partir de sa prise de fonction et jusqu'à sa mort) a été établie à 3,5 millions d'euros. Ce chiffre tient compte de la rémunération, des charges, des frais de formation, de transport, de la retraite…

## Pour tous les fonctionnaires

### Traitement brut
La rémunération principale du fonctionnaire est déterminée par son « indice majoré », exprimé en nombre de points d'indice salarial, lié à sa catégorie (A, B ou C), son grade  (premier grade, second grade ou dernier grade) et son ancienneté (échelon dans le grade).
Depuis 2018, il n'y a plus d'avancement accéléré selon le mérite de l'agent.
L'indice majoré varie de 309 à 821. L'indice majoré médian dans la fonction publique est l'indice majoré 439.
Le traitement brut mensuel (TBM) est calculé de manière commune pour tous les fonctionnaires selon la formule suivante :
- TBM = (indice majoré x valeur annuelle du traitement du point d'indice) / 12.
- La valeur annuelle du point d'indice est fixée à 5 907,34 euros depuis le 1er juillet 2023 soit 4,92278 euros[7] par point d'indice salarial et par mois), après être resté gelé durant cinq ans[8].

Un fonctionnaire avec un indice de 350 a donc un traitement brut mensuel égal à 56,2323 * 350 / 12 = 1 640,11 euros.
- Le traitement indiciaire brut d'un fonctionnaire occupant un emploi à temps complet ne peut pas être inférieur au traitement indiciaire brut correspondant à l'indice majoré 353, 1 712,06 €  bruts par mois. L'indice minimal de traitement est revalorisé par décret. La dernière révision est parue au journal officiel du 23 décembre 2022 pour entrée en vigueur au 1er janvier 2023[9].

En moyenne le traitement indiciaire en tant que tel correspond à 70/75 % du salaire final du fonctionnaire, selon les corps.

### Règles de versement des salaires dans la fonction publique
Bien que la mensualisation des salaires soit une pratique courante dans la fonction publique, il n'existe pas de texte réglementaire spécifique qui en fixe les modalités exactes. Toutefois, une règle comptable s'applique généralement pour déterminer le jour de versement des salaires : celui-ci intervient à l'antépénultième jour ouvrable du mois, soit le deuxième jour ouvrable avant le dernier jour ouvrable du mois.
Exemples récents :
- Septembre 2024 : Le dernier jour ouvrable est le lundi 30 septembre. Comme les samedis et dimanches ne sont pas des jours ouvrables, le traitement est versé le jeudi 26 septembre.
- Décembre 2024 : Le dernier jour ouvrable est le mardi 31 décembre. En temps normal, l'antépénultième jour serait le vendredi 27 décembre, mais en raison de la période de Noël, les traitements sont versés une semaine plus tôt, le vendredi 20 décembre.
- Janvier 2025 : Le dernier jour ouvrable est le vendredi 31 janvier. Le traitement est donc versé le mercredi 29 janvier.

### Échelle lettre
Certains fonctionnaires supérieurs de catégorie A occupant des emplois de commandement ou de hautes responsabilités peuvent recevoir des traitements bruts mensuels n'étant pas calculés en fonction d'un indice majoré mais en fonction de leur classement dans un groupe allant de A à G ; ces traitements sont dits « hors échelle » (article 6 du décret n° 85-1148 du 24 octobre 1985 modifié). On en compte environ 10 000 en France, soit 0,2 % des effectifs. Dans les collectivités territoriales, les administrateurs territoriaux issus de l'INET reçoivent ainsi lorsqu'ils occupent des emplois fonctionnels de direction une prime de responsabilité d’un taux maximum de 15 % du traitement indiciaire brut.

### Indemnité de résidence
L'indemnité de résidence est égale à un pourcentage du traitement brut, bénéficiant à tous les fonctionnaires affectés dans certaines agglomérations et destiné à prendre en compte le coût de la vie. Les communes françaises sont classées en trois zones. Les agents exerçant en zone 1 (incluant la région parisienne par exemple) touchent ainsi une indemnité de résidence de 3 % de leur traitement brut (sans tenir compte des autres indemnités ou primes). Les fonctionnaires exerçant en zone 2 touchent une majoration de 1 % de leur traitement brut. Les fonctionnaires exerçant dans la zone 3 ne touchent pas d'indemnité de résidence.

### Supplément familial de traitement
En bénéficient tous les fonctionnaires ayant au moins un enfant à charge au sens des prestations familiales. Le supplément familial de traitement vient en complément des allocations familiales perçues normalement par tous les parents. Lorsque les deux conjoints sont fonctionnaires, le supplément ne peut pas se cumuler.
Un agent avec un enfant à charge touche un supplément mensuel fixe de 2,29 euros. Dès lors que l'agent a plus d'un enfant à charge, le supplément familial de traitement comprend une part proportionnelle au traitement brut mensuel et dépend donc de l'indice du fonctionnaire. En guise d'exemple, un agent avec un indice inférieur à 449 touche :
- 73,04 euros pour 2 enfants (contre 94,02 euros pour un agent avec un indice de 600)
- 181,56 euros pour 3 enfants (contre 237,49 euros pour un agent avec un indice de 600)

### Remboursement des frais de transport
Les fonctionnaires affectés en province peuvent bénéficier comme tous les salariés depuis le 1er janvier 2009 du remboursement de 50 % de leurs abonnements aux transports en commun (SNCF, bus), limité à compter de 2015 à 80,20 euros par mois dès lors que le choix de l'agent n'est pas aberrant compte tenu de son lieu de domicile et de son lieu d'exercice.
Quant aux fonctionnaires affectés en région parisienne, ils bénéficient, comme tous les salariés depuis 1982 d'une réduction de 50 % de leur titre de transport (plafonnée à 80,20 euros) de la RATP ou de la SNCF ainsi que la location de vélos dans la limite des zones de transport parisien concernés. Le remboursement est toujours effectué sur la base de l'abonnement annuel.
Néanmoins, ces remboursements sont indiqués ici à titre indicatif (faisant partie de sommes reçus par les fonctionnaires), mais n'ont pas le caractère de traitement que possède l'ensemble des autres émoluments dans cet article : il ne s'agit que de remboursement de frais. À l'instar du privé, les sommes perçues ne sont pas imposables.

### RIFSEEP
Le régime indemnitaire tenant compte des fonctions, des sujétions, de l'expertise et de l'engagement professionnel dans la fonction publique de l’État (RIFSEEP) est créé par décret le 20 mai 2014.

## En fonction des corps

### Garantie individuelle du pouvoir d'achat
Une indemnité dite de garantie individuelle du pouvoir d'achat (GIPA) est attribuée dans les conditions et selon les modalités fixées par un décret signé le 6 juin 2008. Certains fonctionnaires et agents non titulaires peuvent bénéficier de cette indemnité, lorsque l'évolution de leur traitement brut est inférieure, sur une période de quatre ans, à celle de l'indice des prix à la consommation.
L'indemnité de garantie (G) est calculée sur la base des traitements bruts annuels (TBA), selon les formules suivantes :
- G = TBA de l'année de début de la période de référence x (1 + inflation sur la période de référence) - TBA de l'année de fin de la période de référence ;
- TBA = IM détenu au 31 décembre de chacune des 2 années de début et de fin de la période de référence x Valeur annuelle du point d'indice pour chacune de ces 2 années.

Cette indemnité a été mise en œuvre pour la première fois en 2008. Les données prises en compte ont été les suivantes :
- la période de référence est fixée du 31 décembre 2003 au 31 décembre 2007 ;
- la valeur annuelle du point d'indice salarial pour 2003 est de 52,4933 euros ;
- la valeur annuelle du point d'indice salarial pour 2007 est de 54,3753 euros ;
- l'inflation sur la période de référence est de + 6,8 %.

En 2009 et 2010, seuls les agents ayant atteint depuis 4 ans le dernier échelon de leur grade bénéficient de l'indemnité de garantie individuelle du pouvoir d'achat ; en 2009, la période de référence est fixée du 31 décembre 2004 au 31 décembre 2008, en 2010, elle est fixée du 31 décembre 2005 au 31 décembre 2009.
Pour sa mise en œuvre en 2011, la période de référence a été fixée du 31 décembre 2006 au 31 décembre 2010.
Un arrêté du 18 avril 2013 a fixé les éléments à prendre en compte pour le calcul de l'indemnité au titre de l'année 2013. Ainsi pour la période de référence fixée du 31 décembre 2008 au 31 décembre 2012, le taux de l'inflation à prendre en compte était de 5,5 %, la valeur moyenne du point en 2008 étant de 54,679 et la valeur moyenne du point en 2012 de 55,563.
Un décret, publié au Journal officiel du 16 janvier 2014, proroge en 2014 l'application de l'indemnité. La période de référence pour l'application de la formule servant à déterminer le montant de l'indemnité en 2014 est fixée du 31 décembre 2009 au 31 décembre 2013.
Alors que l'année 2024 est déjà bien entamée, le décret relatif à la GIPA n'a toujours pas été publié.  De plus, le gouvernement a soumis aux syndicats un projet d'agenda social qui envisage la suppression de ce dispositif.  L'année 2024 pourrait donc marquer la fin de la GIPA, ou devenir la première année sans elle.

### Nouvelle Bonification Indiciaire
La nouvelle bonification indiciaire (NBI) est versée aux fonctionnaires occupant certains emplois comportant une responsabilité ou une technicité particulière. Les agents non titulaires ne peuvent pas en bénéficier.

### Primes ou autres (pour certains fonctionnaires)
Certains fonctionnaires peuvent recevoir, selon leurs corps, cadres d'emplois ou emplois et grade certaines primes annexes, fixes ou exceptionnelles (indemnité d'administration et de technicité, indemnité de rendement, indemnité pour dangerosité (hôpital psychiatrique), pour risque (douaniers et policiers), indemnités forfaitaires pour travaux supplémentaires (IFTS), primes de recherche et d'excellence scientifique ou de responsabilité administrative (maître de conférences et professeur des universités), prime de fusion pour les agents de Direction générale des Impôts et ceux du Trésor Public, de bicyclette (douaniers), d'habillement (agent de laboratoire), d'éloignement (DOM-TOM)…). Ces primes sont fixés par décrets et arrêtés. Elles ne sont pas systématiques et dépendent de chaque corps.
Le décret n° 2008-1533 du 22 décembre 2008 a créé la prime de fonctions et de résultats (PFR) qui a vocation à se substituer à un grand nombre de primes existantes.

## Retenues
La rémunération des fonctionnaires est soumise à retenues. Elles sont au nombre de cinq, une sixième ayant été supprimé à la suite de la hausse la CSG le 1er janvier 2018. Les taux sont les mêmes, quels que soient l'indice ou le corps de l'agent public.

### Cotisation pour pension
Destinée à financer le régime de retraite, elle découle de l'application du taux (11,10 %) à l'indemnité brute mensuelle (augmentée le cas échéant de la NBI). Pendant plusieurs années et jusqu'au 31 décembre 2010, le taux était à 7,85 %. Par mesure d'équité, et à la suite de la réforme des retraites en France en 2010, ce taux sur le traitement indiciaire a été aligné sur celui des travailleurs privé (à 11,10 %).
Chez les fonctionnaires, les primes n'ouvrent pas droit à retraite, en contrepartie elles ne sont pas soumises à cotisation. Néanmoins dans quelques exceptions, les primes peuvent ouvrir droit à pension (comme l'IMT). Elles donnent alors lieu à une cotisation fixe de 20%.

### Retraite additionnelle de la fonction publique (RAFP)
L’article 76 de la loi n° 2003-775 du 21 août 2003 portant réforme des retraites a institué un régime public de retraite additionnel obligatoire, par répartition provisionnée et par points, destiné à permettre l'acquisition de droits à retraite. Ce régime est dénommé retraite additionnelle de la fonction publique. L'assiette de cotisation est constituée par les éléments de rémunération de toute nature perçus de leurs employeurs par les bénéficiaires au cours de l'année civile, à l'exception de ceux qui entrent dans l'assiette de calcul des pensions dans le régime des pensions civiles et militaires de retraite ou dans le régime de la Caisse nationale de retraites des agents des collectivités locales. Ces éléments sont pris en compte dans la limite d'une cotisation de 1 % du traitement indiciaire brut total perçu au cours de l'année considérée à charge du fonctionnaire. Une contribution identique est versée par l'Etat employeur. Ce 1 % correspond à une assiette limitée à 20% du traitement indiciaire, assujettie à 5% de cotisation du fonctionnaire.

### Contribution sociale généralisée (CSG)
La CSG s'applique depuis 1997 sur une assiette qui, comme pour les salariés du privé, comprend l'ensemble des revenus perçus (Indemnité brute, indemnité de résidence, supplément familial de traitement, GIPA, NBI, primes…) au titre du traitement sauf les indemnités relatives au transport (qui sont considérés comme remboursement de frais et pas comme faisant partie intégrante du traitement). Comme pour le privé, son taux est depuis 2018 de 9,2 % sur 98,25 % de cette assiette.

### Contribution pour le remboursement de la dette sociale (CRDS)
La CRDS s'applique depuis la création de cet impôt en 1996. L'assiette est exactement la même que la CSG. Et comme pour le privé, son taux est de 0,5 % sur 98,25 % de cette assiette.

### Transfert primes-points
À la suite de la mise en place du protocole PPCR en 2016 (catégorie B) et 2017 (catégories A et C), qui augmentait les points d'indice, un montant forfaitaire est retenu mensuellement pour tous les agents. Ce montant est de 32,42 € pour les A, 23,17 € pour les B et 13,92 € pour les C.

### Contribution de solidarité de 1%
Avant la réforme de la CSG au 1er janvier 2018, il existait une contribution est destinée aux fonds de solidarité pour venir en aide aux chômeurs, en lieu et place de cotisation à une prévoyance chômage non prévue pour les fonctionnaires. Elle concernait les agents dont le TBM additionné de l'indemnité de résidence et de certaines primes puis diminué des cotisations pour pension et du régime additionnel de la fonction publique est supérieur à 17 600 euros (qui correspond au TBM de l'indice majoré 313).
Les agents dépassant ce seuil sont soumis à la contribution de solidarité qui est de 1 % de l'ensemble de la rémunération perçue (en tenant compte cette fois-ci des autres primes et du supplément familial de traitement) à l'exception du remboursement des frais de transport, diminuée des cotisations pour pension et du régime additionnel de la fonction publique (mais pas de la CSG ni de la CRDS). Cette cotisation de 1 % a été supprimée le 1er janvier 2018.